# درجة حرارة مئوية

البلدان التي تعتمد وحدة السلسيوس
البلدان التي تعتمد كلا الوحدتين (الفَهْرنهايت والسلسيوس).
البلدان التي تعتمد وحدة الفَهْرنهايت

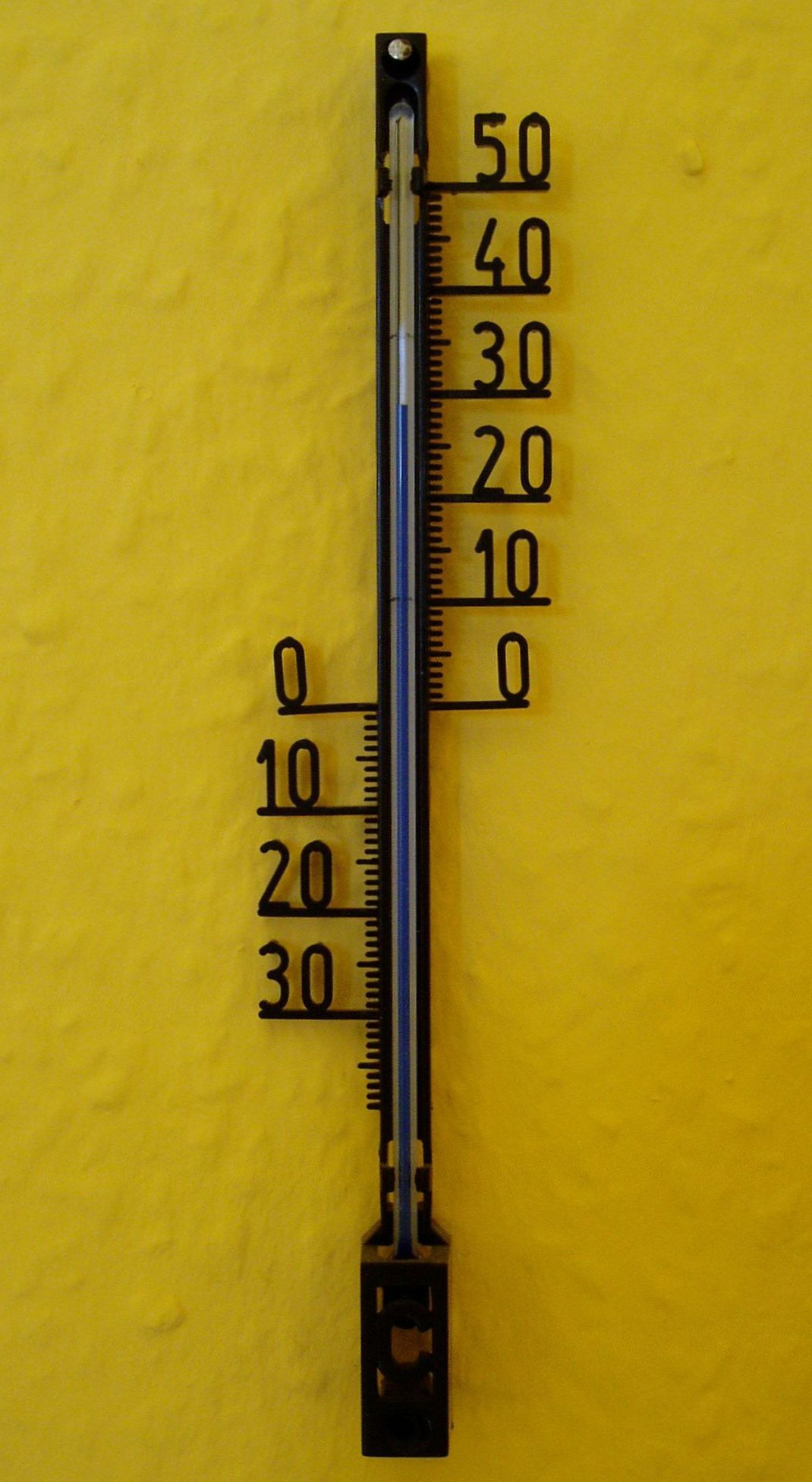
مقياس حرارة جداري.

درجة الحرارة المئوية أو السِّلْسِية أو سِلِسْيُوس (بالإنجليزية: Celsius)‏ هي وحدة قياس لدرجات الحرارة ويرمز لها بالرمز °م أو °C مقياس مئوي، والدرجة الواحدة بقياس سلسيوس هي واحد على مئة من الفرق بين درجة غليان الماء ودرجة تجمده تحت قياس الضغط القياسي. كانت تعرف بأسماء أخرى مثل سِنتِجراد (centigrade)، وذلك قبل أن يتم تغيير الاسم بصفة رسمية إلى سيلسيوس، سنة 1948.
سميت هذه الوحدة نسبة إلى العالم الفلكي السويدي أندرس سليوس، والذي اقترح في الأصل أن تكون درجة الصفر مطابقة لدرجة تجمد الماء وان تكون درجة غليانه مقابلة للمائة، ولكن ذلك تم تعديله سنة 1747.
حدد العلماء، بموجب الاتفاقية الدولية بين عامي 1954 و 2019، وحدة الدرجة السيليزية ومقياس سِلزيوس عن طريق الصفر المطلق والنقطة الثلاثية لمعيار فيينا الوسطي القياسي لمياه المحيط، وهو معيار مائي محدد بدقة. يربط هذا التعريف بين  مقياس سِلزيوس ومقياس كلفن الذي يحدد درجة حرارة الديناميكية الحرارية في النظام الدولي للوحدات  بالرمز (K). يعادل الصفر المطلق، أقل درجة حرارة يمكن الوصول إليها، صفر كلفن (K) على مقياس كلفن و (273.15 -) درجة مئوية  على مقياس سِلزيوس. كانت درجة حرارة النقطة الثلاثية للماء حتى 19 مايو 2019  تعادل 273,16 كلفن (0,010 درجة مئوية). يقابل أي اختلاف بين درجتي حرارة بوحدة السِلزيوس، اختلافًا مماثلًا بين درجتي الحرارة بالكلفن.
أعاد العلماء تعريف الكلفن في 19 مايو 2019 عن طريق استخدام ثابت بولتزمان بدلًا من النقطة الثلاثية لمعيار فيينا الوسطي القياسي لمياه المحيط. أصبحت النقطة الثلاثية قيمة مقاسة وليست قيمة محددة. حدد العلماء القيمة المحددة الجديدة (ثابت بولتزمان) بحيث تكون قيمة النقطة الثلاثية المقاسة  لمعيار فيينا الوسطي القياسي لمياه المحيط  هي نفس القيمة المحددة القديمة في حدود دقة القياس المعاصر. لا يؤثر إعادة تعريف الكلفن السابق على قيم الصفر المطلق. يساوي الصفر المطلق (273.15 -) درجة مئوية.

## التاريخ
صنع عالم الفلك السويدي أندرس سِلزيوس (1701–1744)  في عام 1742 مقياسًا لدرجة الحرارة. كان المقياس الذي صنعه سلزيوس على عكس المقياس الحالي، يسجل نقطة الغليان عند درجة الصفر المئوية ودرجة التجمد عند درجة المائة المئوية. في ورقته المسماة ملاحظات حول درجتين ثابتتين على مقياس الحرارة، يسرد أندرس تجاربه التي تظهر أن درجة انصهار الجليد لا تتأثر بالضغط. حدد أندرس بدقة كبيرة العلاقة بين درجة الغليان والضغط الجوي. استخدم  أندرس اختلاف درجة الغليان الماء كدالة للضغط الجوي. اقترح أندرس معايرة نقطة الصفر في مقياس الحرارة كونها درجة الغليان عند متوسط الضغط الجوي عند سطح البحر. يطلق على الضغط السابق الضغط القياسي الجوي. لاحقًا، حدد المؤتمر العام للأوزان والمقاييس العاشر في المكتب الدولي للأوزان والمقاييس أن الضغط القياسي الجوي يساوي 1,013,250 داين لكل سم مربع (101.325 كيلو باسكال).
في عام 1743 قام عالم الفيزياء والفلك الفرنسي جان بيير كريستين، أحد الأعضاء المؤسسين لأكاديمية العلوم والآداب في مدينة ليون، بعكس مقياس سِلزيوس الذي اخترعه أندرس بحيث يمثل الصفر نقطة تجمد الماء وتمثل 100 نقطة غليان الماء. ينسب البعض إلى  جان بيير كريستين اختراعه مقياس درجة الحرارة بشكل مستقل، بينما يعتقد آخرون أن كريستين لم يفعل شيئًا سوى  قلب مقياس سيلزيوس. في 19 مايو 1743، نشر كريستين تصميم مقياس حرارة زئبقي (مقياس  حرارة ليون) من صناعة الحرفي بيير كاساتي، وهو أول من استخدم المقياس.
قلب عالم النبات السويدي كارل لينيوس (1707-1778) مقياس سيليزيوس بالتزامن مع وفاة أندرس سلزيوس في عام 1744. يمثل الصفر نقطة التجمد، وتمثل 100 نقطة الغليان. استخدم لينيوس مقياس الحرارة الخاص به (مقياس لينيوس) في الصوب الزجاجية. كان مقياس لينيوس من صنع دانيال إكستروم، صانع الأدوات العلمية الرائد في السويد في ذلك الوقت.  كانت ورشته تقع في الطابق السفلي من مرصد ستوكهولم. ينسب البعض تطوير المقياس بشكل مستقل  إلى العديد من العلماء والفيزيائيين وصانعي الأدوات كما هو الحال دائمًا في عصر ما قبل الاتصالات الحديثة. كان من بين هؤلاء: بير إلفيوس، سكرتير الأكاديمية الملكية السويدية للعلوم، الذي كان لينيوس يقايله في ورش العمل، ودانيال إكستروم، ومارتن سترومر (1707–1770) الذي درس علم الفلك على يد أندرس سِلزيوس.
كانت أول وثيقة سويدية معروفة تشير إلى درجات الحرارة في مقياس سِلزيوس كما هو الآن هي ورقة حديقة أوبسالا التي يرجع تاريخها إلى 16 ديسمبر 1745. كتب الورقة لينيوس إلى تلميذه  صموئيل ناوكلير. يسرد لینیوس درجات الحرارة داخل مشتل البرتقال في حديقة جامعة أوبسالا النباتية.

### السِنتِجراد مقابل السِلزيوس
استخدمت المجتمعات العلمية في جميع أنحاء العالم منذ القرن التاسع عشر مصطلح  مقياس سِنتِيجراد، وأطلقت على أجزاء المقياس مصطلح درجات، وعند الرغبة في مزيد من التحديد استخدموا مصطلح درجة سِنتِيجرادية مع إضافة الرمز(C).
استخدمت اللغة الفرنسية واللغة الإسبانية مصطلح سِنتِيجراد على وحدة من وحدات قياس الزاوية التي تكافئ (1/100) من الزاوية القائمة. امتلك المصطلح دلالات مماثلة في لغات أخرى. استخدمت  الهيئات الدولية للمعايير مثل المكتب الدولي للأوزان والمقاييس مصطلح مقياس جزء مئوي أو جراد (100ᵍ = 90°, 1ᵍ = 0.9°) عندما دعت الحاجة إلى استخدام لغة يمكن أن يفهمها الجميع دون لبس. سيكون من الأنسب في الوقت الحالي أن نطلق عليها هيكتوجراد.
قرر المؤتمر العام للأوزان والمقاييس التاسع استخدام مصطلح درجة سيليزية بشكل رسمي في عام 1948 كوحدة لقياس درجة الحرارة من أجل إزالة اللبس بين وحدة قياس درجة الحرارة ووحدة قياس الزوايا. قرر المؤتمر أيضًا استخدام الرمز (°) بدلًا من الاعتماد على رمز مقياس الجراد (ᵍ).
ينتشر استخدام مصطلح سِلزيوس في المجتمعات العلمية، لكن في بعض الدول الناطقة باللغة الإنجليزية مازال الناس يستخدمون مصطلح سِنتِيجراد، خاصة في السياقات غير الرسمية. استخدمت تنبؤات الطقس الصادرة من هيئة الإذاعة البريطانية مصطلح سلِزيوس بدلًا من سِنتِيجراد في فبراير 1985.

### درجات الحرارة الشائعة
يوضح الجدول أدناه درجات الحرارة الشائعة على مختلف المقاييس:
|                                                             | كلفن (K) | سلزيوس (C°) | فهرنهايت (°F) |
| الصفر المطلق                                                | 0        | 273.15      | 459.67 −      |
| نقطة غليان النيتروجين السائل                                | 77.4     | 195.8 −     | 320.4 −       |
| نقطة تسامي الثلج الجاف                                      | 195.1    | 78 −        | 108.4 −       |
| نقطة تقاطع مقياس سلزيوس وفهرنهايت                           | 233.15   | 40 −        | 40 −          |
| نقطة انصهار الثلج النقي                                     | 273.1499 | 0.0001      | 31.9998       |
| درجة حرارة الغرف حسب معايير المعهد الوطني للمعايير والتقنية | 293.15   | 20.0        | 68.0          |
| درجة حرارة الجسم الطبيعية                                   | 310.15   | 37.0        | 98.6          |
| نقطة غليان الماء عند ضغط 101,325 بسكال                      | 373.1339 | 99.9839     | 211.971       |
| ----------------------------------------------------------- | -------- | ----------- | ------------- |

## طريقة كتابة الوحدة والرمز
كانت وحدة درجة سِلزيوس هي الوحدة الوحيدة في النظام الدولي للوحدات التي يحتوي اسمها الكامل على حرف كبير من حروف الإنجليزية منذ عام 1967. لاحقًا، أصبحت الكلفن هي وحدة قياس درجة الحرارة في النظام الدولي للوحدات.
وفقًا لمعايير المكتب الدولي للأوزان والمقاييس، تسبق القيمة العددية وحدة القياس دائمًا في الكتابة، كما يجب ترك مسافة فاصلة بينهما. توضح الصورة التالية طريقة الكتابة الصحيحة:

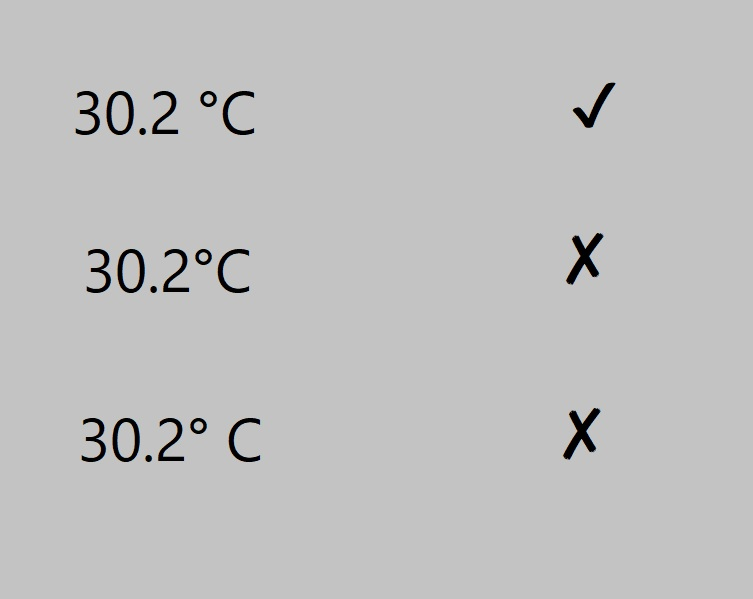
طريقة الكتابة الصحيحة

يوجد استثناءات في هذه القاعدة مثل وحدات قياس الزوايا: الدرجة (°)، والدقيقة (′)، والثانية (″) .لا يوجد مسافة فاصلة بين الرموز السابقة والقيمة العددية. ربما تتبع بعض اللغات الأخرى أو دور النشر المختلفة  قواعد كتابية مختلفة.

## تحويلات السِلزيوس
يمكن التحويل بين وحدات قياس درجة الحرارة الشائعة من خلال المعادلات الآتية:
|          | التحويل من الِسلزيوس | التحويل إلى السِلزيوس |
| كلفن     | K = C°+ 273.15      | C° = K − 273.15      |
| فهرنهايت | F° = C° × 9⁄5 + 32  | C° = (F°− 32) × 5⁄9  |
| -------- | ------------------- | -------------------- |